# The Stolen Girl
The Stolen Girl est une série télévisée britannique réalisée par Eva Husson,  diffusée depuis le 16 avril 2025 sur Disney+.
Il s'agit de l'adaptation de roman Playdate de l'autrice américano-norvégienne Alex Dahl (en), publié en 2020. 

## Synopsis
Elisa, mère de deux enfants, accepte que sa fille passe la nuit chez sa nouvelle amie. Séduite par la mère de cette dernière et leur cadre de vie aisé, elle ne se doute pas qu’elle vient de prendre une décision aux conséquences dramatiques. 

## Distribution

### Acteurs principaux
- Holliday Grainger (VFB : Julie Dieu) : Rebecca Walsh
- Ambika Mod (VFB : Sofia Abouatmane) : Selma Desai
- Denise Gough (VFB : Delphine Moriau) : Elisa Blix
- Jim Sturgess (VFB : Alexandre Crépet) : Fred Blix
- Bronagh Waugh (VFB : Myriem Akheddiou) : l'inspectrice Shona Sinclair
- Michael Workeye (VFB : Maxime van Santfoort) : Kaleb Negasi

### Acteurs secondaires
- Robyn Betteridge : Josephine « Josie » Thibault
- Beatrice Campbell (VFB : Vera Vedernikova) : Lucia Blix, la fille d'Elisa et Fred
- Layo-Christina Akinlude (VFB : Fanny Roy) : l'inspectrice Lizzie Walker
- Lisa Bowerman (en) (VFB : Colette Sodoyez) : Maria Blix

## Production

### Tournage
Le tournage a commencé à Manchester en juin 2023. Le tournage a également lieu en France. 